# Akira Yamaoka

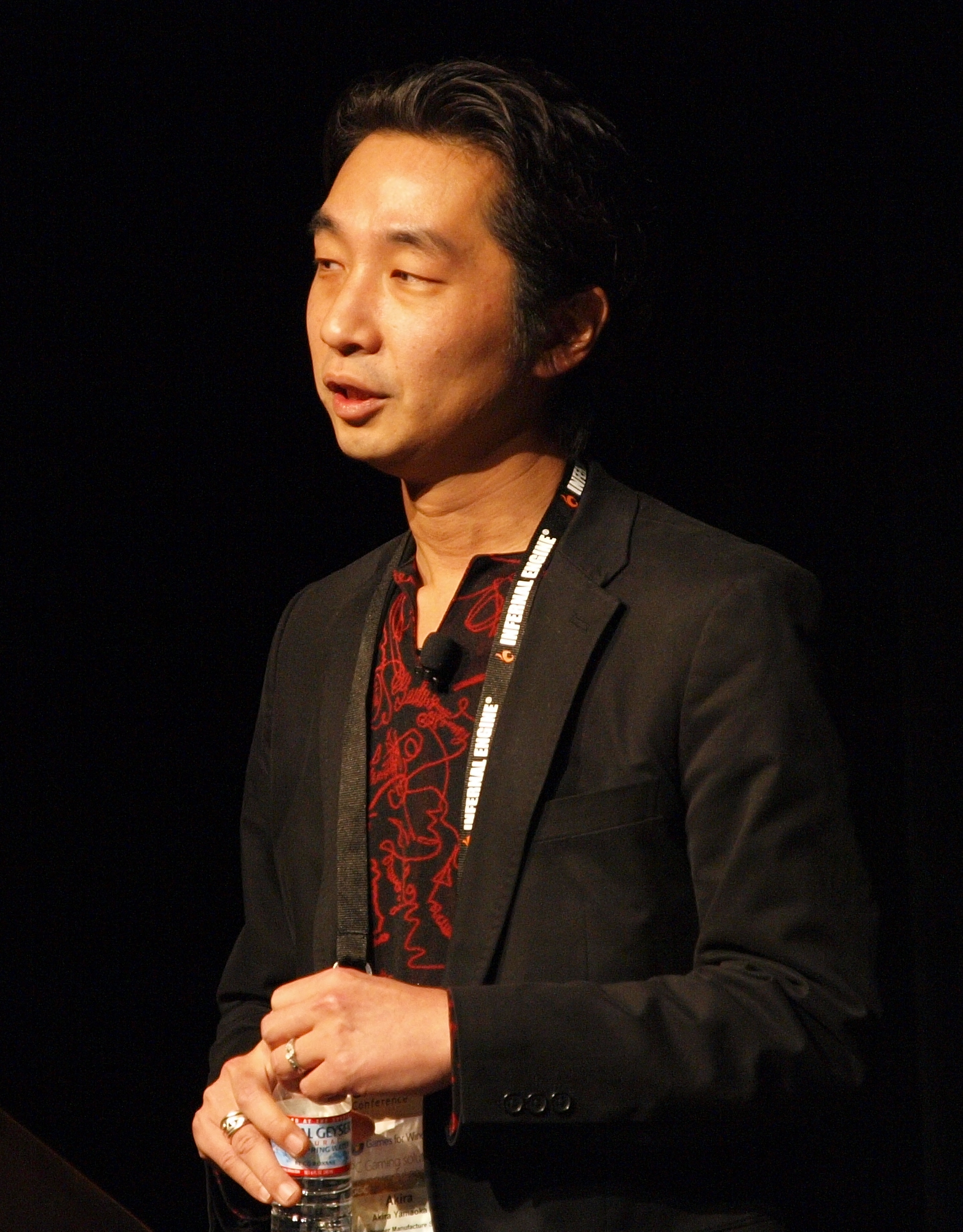
Akira Yamaoka

Akira Yamaoka (jap. 山岡 晃, Yamaoka Akira; * 6. Februar 1968 in Niigata) ist ein japanischer Musikproduzent und Komponist von Soundtracks für den japanischen Spieleentwickler Konami.

## Leben und Karriere
Yamaoka studierte an der Kunsthochschule in Tokio Produktdesign und Innenarchitektur. Von September 1993 bis Ende 2009 arbeitete er bei Konami als freiberuflicher Komponist für Videospiele. Sein Musikstil ist vom Industrial Sound geprägt.
Yamaoka komponierte und produzierte die Soundtracks und oft auch die Soundeffekte der Silent-Hill-Serie fast im Alleingang. Auch die Musik des gleichnamigen Kinofilms stammt von ihm (genauer aus Silent Hill 1–4) und wurde von Jeff Danna lediglich neu arrangiert. Des Weiteren war Akira Yamaoka als Produzent für den vierten Teil Silent Hill 4: The Room tätig. Die Musik vom Spiel Silent Hill 2 wurde im Jahr 2005 auf dem dritten Spielemusikkonzert in Leipzig aufgeführt.
Für den Soundtrack zu Shin Contra (in Europa und den USA als Contra: Shattered Soldier veröffentlicht) arbeitete Yamaoka mit Sota Fujimori zusammen, während er zu Rumble Roses nur zwei Tracks beisteuerte. Ebenfalls recht wenig vertreten ist er in den Dance-Dance-Revolution- und Beatmania-IIDX-Soundtracks, wobei er bei letzteren unter diversen Pseudonymen wie riewo, Detroian, De Vol oder Akira Shintani komponierte. Yamaoka trug ebenfalls zur Musikproduktion des im Jahr 2022 erschienenen Animes Cyberpunk: Edgerunners bei.
Yamaokas erstes eigenständiges Album iFUTURELIST, deren Stücke zum großen Teil auf Tracks aus oben genannten Videospielen basieren oder zumindest darauf Bezug nehmen, wurde in Japan im Januar 2006 veröffentlicht. Er komponierte 2012 zusammen mit Mindless Self Indulgence Frontmann Jimmy Urine den Soundtrack für das Konsolenspiel Lollipop Chainsaw.
Er zählt neben Angelo Badalamenti auch Depeche Mode und Metallica zu seinen Einflüssen.